# Buurgaal
Buurgaal ist eine Halbinsel in Somalia. Sie gehört politisch zu Jubaland und geographisch zu den Bajuni-Inseln, einer Kette von Koralleninseln (Barriereinseln), welche sich von Kismaayo im Norden über 100 Kilometer bis zum Raas Kaambooni nahe der kenianischen Grenze erstreckt.

## Geographie
Die Halbinsel liegt an der Mündung des Flusses Buur Gaabo in die Kiyaambo Bay. In der Bucht liegt die Quelle Kaambo Kiyaambo. Von dort verläuft die Halbinsel nach Norden und schließt zusammen mit Laangua Bembe und Tandraas die Bucht Bandar Makalla ein. Die Halbinsel selbst ist sehr langgestreckt und bildet im Norden das Kap Ras Buur Gaabo, steigt in der Mitte zum Hügel Milima Kidey an und zieht sich nach Süden in die Bucht hinein und bis zum Kap Ras Kaamba Kiyaambo, welches in der Insel Kifa Kamlaango ausläuft, dann schließt sich noch die Felseninsel Keti-Keti an. Vor der Küste liegen im südlichen Bereich noch die vier Felseneilande Isoletti Divadicioci.
Nach Süden wird die Reihe der Inseln lichter. Auf den nächsten Kilometern ist die Küste durch verschiedene Kaps (Ras) gegliedert. Die nächstgelegene „Insel“ ist Buur Howla neben dem Riff Scogli Ago.

## Klima
Als Klima herrscht heißes Steppenklima mit Monsuneinfluss.